# Assemblea nazionale (Nigeria)
L'Assemblea Nazionale della Nigeria, nell'ordinamento della Repubblica della Nigeria, è l'organo costituzionale cui è attribuito l'esercizio della funzione legislativa. Ha una struttura di tipo bicamerale, componendosi della Camera dei Rappresentanti e del Senato, ed è contemplata dalla quarta parte del Titolo II del Capitolo I e dal Capitolo V, Titolo I della Costituzione, redatta nel 1999 in seguito alla transizione democratica del paese.

## Composizione e rappresentanza
Si compone di 109 senatori e 360 rappresentanti. L'organo, modellato sul Congresso federale degli Stati Uniti, garantisce al Senato una rappresentanza eguale, con 3 senatori ciascuno, a tutti i 36 stati (indipendentemente dalle dimensioni degli stessi), più 1 senatore che rappresenta il Territorio della Capitale Federale, mentre, alla Camera dei Rappresentanti, una rappresentanza eguale per ogni circoscrizione.

## Funzioni e mandato
L'Assemblea ha ampie funzioni di supervisione e ha il potere di istituire commissioni composte dai suoi membri per esaminare i disegni di legge e la condotta dei funzionari governativi.
Il Senato ha il potere unico di mettere sotto accusa i giudici e altri alti funzionari dell'esecutivo, tra cui il “revisore generale federale” ed i membri delle commissioni elettorali e delle entrate. Questo potere è, tuttavia, soggetto a una previa richiesta del Presidente. Il Senato conferma anche la nomina da parte del presidente di alti diplomatici, membri del gabinetto federale, nomine giudiziarie federali e commissioni federali indipendenti.
Prima che qualsiasi disegno di legge possa diventare legge, deve essere approvato sia dalla Camera che dal Senato e ricevere il consenso del presidente. Se il presidente ritarda o rifiuta l'assenso (veto) del disegno di legge, l'Assemblea può in ogni momento approvare la legge da due terzi di entrambe le camere ed annullarlo.
L'Assemblea siede per un periodo massimo di quattro anni, dopo di che il presidente è tenuto a scioglierla ed a far tenere delle elezioni per una nuova Assemblea.